# تفجير العليا 1995
تفجير العليا هو تفجير بسيارة مفخخة إستهدف بعثة عسكرية أمريكية متواجدة في مقر تابع للحرس الوطني السعودي في حي العليا في العاصمة الرياض و حصل التفجير في 13 نوفمبر 1995. كان قائد الحمايات العسكرية أنذاك العقيد خلف بن هادي بن شريم الشمري وقد تمت المقابلة معه وقال قد أبلغنا الجهة المختصة بوجود ثغره أمنيه وأفاد أنه ليس من اختصاص عملكم وبعد مرور ٦ أشهر قامت الخلية باستغلال الثغرة المبلغ عنها وزرع سيارة ومن ثم تفجيرها.

## التخطيط للعملية والتنفيذ
بحسب اعتراف المعثم فكر هو وخليته بالقيام بعمل جهادي ضد الدولة بداية عام 1415هـ و كانت الفكرة في البداية القيام ببعض العمليات كالأختطاف والاغتيالات لكن لخشية المعثم وخليته من القبض عليهم صرفوا النظر عن هذه العمليات وفكروا في تفجير بعض المباني والدوائر الحكومية وبالاخص الأماكن الذي يتواجدون فيها الامريكيين والأماكن التي يسكنونها، وبحثت الخلية عن أماكن يتواجد فيها الامريكيين في الرياض  إلى أن استقر رأيهم على مقر البعثة الأمريكية لتطوير الحرس الوطني بشارع الثلاثين في حي العليا بمدينة الرياض ورأت الخلية ان هذا المكان هو المكان الأفضل والمناسب لقيامهم بعملية التفجير أمامه لسهولة الدخول والخروج أمام وفي مواقف هذا المبنى وفكروا بتوقيت احضار المتفجرات وانقسمت الخلية إلى مجموعتين وهي :
المجموعة الأولى :
و هي تتكون من رياض الهاجري وخالد السعيد ومهمتها احضار وتأمين السيارة التي سوف يتم تلغيمها وتفجيرها أمام مقر البعثة الأميركية
المجموعة الثانية :
و هي تتكون من المعثم ومصلح الشمراني ومهمتها احضار المتفجرات اللازمة من اليمن
سافر المعثم والشمراني برا إلى مدينة نجران قبل ساعة الصفر بحوالي شهر، وحين وصلوا إلى هناك ألتقوا برجل يمني الجنسية يعرفة الشمراني من قبل وتكلما المعثم والشمراني للشخص اليمني عن رغبتهم بالحصول على بعض المتفجرات وأسلحة عن طريق التسلل إلى اليمن وفعلاً قام الرجل اليمني بمساعدتهم وقاما بالدخول إلى اليمن عن طريق التسلل والتهريب ووصل الشمراني والمعثم إلى سوق السلاح واشتروا المتفجرات والتي هي من مادة “تي. ان. تي” واشترى المعثم له شخصيا بحسب اعترافه عدد أربع رشاشات كلاشنيكوف وصندوقاً لهذه الرشاشات وعدد خمسة مسدسات روسية مع كل مسدس سبعون طلقة وأخذ الشمراني والمعثم هذه الأسلحة وهذه المتفجرات وعادى بها من اليمن إلى المملكة العربية السعودية وتمكنوا من احضارها إلى المملكة عن طريق التسلل والتهريب، وبعد ذلك وضع المعثم الاسلحة والمتفجرات في سيارته من نوع تويوتا بيك أب وبعد ذلك عاد المعثم والشمراني إلى الرياض وقاما بأخفائها في مستودع تابع لمصلح الشمراني في حي ظهرة لبن غرب الرياض أما الاسلحة فتصرف بها المعثم وباعها على أشخاص يعرفهم بحسب اعترافه، وبعد ذلك توالت الاجتماعات بين المعثم وخليته بشكل سري لا يعلم عنها أحد الا هم، وفي مساء 1416/6/19 هـ عقد اجتماع سري للخلية في مستودع الشمراني الذي تم اخفاء المتفجرات والسيارة المعد للتفجير فيه وقاموا بتفخيخ السيارة وقام خالد السعيد بتشريك السيارة واتفقوا الأربعة على أن يحضروا في صباح اليوم التالي الموافق 1416/6/20 هـ لأخذ السيارة والانطلاق للمكان المستهدف
ساعة الصفر
في صباح 1416/6/20 هـ اجتمع الأربعة في مستودع الشمراني وأخذ خالد السعيد ورياض الهاجري السيارة المفخخة للتوجه وقاما بالتنكر كالجالية الباكستانية وذلك بلبس الزي الباكستاني المعروف وتوجها للمكان المستهدف وقاما بمتابعتهما الشمراني والمعثم، وبعد الوصول إلى المكان المستهدف قاما الشمراني بركن السيارة مقابل المبنى التي يتواجد معه فيها المعثم أيضا ليراقبا الشارع وابلاغ السعيد والهاجري بأي خطر قد يتعرضون إليه وقاما السعيد والهاجري بالتوجه إلى مواقف المبنى المستهدف ودخلوا إليها ونزل السعيد والهاجري و وقاما بتوقيت الساعة للتفجير، بعد ذلك توجه الهاجري والسعيد إلى إلى السيارة المعدة للهروب وهي سيارة الشمراني وهربت الخلية من الموقع بأقصى سرعة وذلك في الساعة الحادية عشر صباحا وعندما خرجت الخلية من الموقع للعودة إلى منازلهم سمع دوي انفجار بحسب اعتراف المعثم في الساعة الحادية عشر والثلث تقريبا

## الضحايا
أسفر الانفجار عن 7 قتلى (خمسة منهم عسكريين أمريكيين) وأكثر من 60 جريح.

## المنفذين
بعد عدة شهور من التفجير كشفت الأجهزة الأمنية السعودية هوية المنفذين وكانوا أربعة أشخاص سعوديين، وبثت اعترافاتهم على التلفزيون السعودي وتحدثوا بالتفصيل عن العملية وكيف خططوا لها.
وبعد فترة قليلة تم محاكمة الأربعة وإعدامهم وهم :
1. قائد الخلية عبد العزيز المعثم
2. مصلح الشمراني
3. رياض الهاجري
4. خالد السعيد